# 圣地亚哥-德科塔盖塔
圣地亚哥-德科塔蓋塔（西班牙語：Santiago de Cotagaita），或简称为科塔蓋塔，是玻利維亞西南部波托西省北奇查斯县的市鎮，并为该县的县府所在地。處於阿爾蒂普拉諾高原，海拔高度2,640米，每年平均降雨量300毫米，2012年人口数量为31,801人。
20°50′S 65°41′W / 20.833°S 65.683°W